# Octocorallia
Octocorallia (também conhecida como Alcyonaria) é uma classe de Anthozoa que compreende mais de 3.000 espécies de organismos marinhos formados por pólipos coloniais com simetria de 8 vezes. Inclui o coral azul, corais moles, canetas do mar e gorgônias (leques do mar e chicotes do mar) dentro de três ordens: Alcyonacea, Helioporacea e Pennatulacea.  Esses organismos possuem um esqueleto interno secretado por mesogleia e pólipos com oito tentáculos e oito mesentários. Tal como acontece com todos os cnidários, esses organismos têm um ciclo de vida complexo, incluindo uma fase móvel, quando são considerados plâncton, e posteriormente uma fase séssil característica.
Os octocorais existem pelo menos desde o período Ordoviciano, como mostrado pelas descobertas de Maurits Lindström na década de 1970. Trabalhos recentes sugerindo que o Pywackia cambriano pode representar um octocoral cambriano são contestados. 

## Ordens
- Malacalcyonacea
- Scleralcyonacea